# 戈曼 (馬里蘭州)
戈曼（英語：Gorman）是位於美國馬里蘭州加勒特縣的一個普查規定居民點。

## 人口
根據2020年美國人口普查的數據，戈曼的面積為3.25平方千米，當中陸地面積為3.25平方千米，而水域面積為0.00平方千米。當地共有人口85人，而人口密度為每平方千米26.15人。